# Напад НОВЈ на Копривницу новембра 1943.
Ноћу 6/7. новембра 1943. јединице НОВЈ под командом штаба 2. оперативне зоне Хрватске (28. дивизија, бригада „браћа Радић”, 2. мославачка бригада, Калнички и Бјеловарски НОП одред) организовале се напад на немачко-усташки гарнизон Копривницу, који је бранило око 1.600 војника. На сам град нападала је 21. славонска бригада, Калнички одред на два оближња упоришта, а три преостале бригаде биле су распоређене на правцима одакле се очекивала интервенција немачких и снага НДХ.
Борба за град трајала је око 20 часова. С падом мрака 7. новембра Копривница је заузета, а током 8. новембра посада оближњег упоришта Чарда повукла се преко Драве у Мађарску.
Током 7. новембра бригада „Браћа Радић” одбила је нападе делова Павелићевог тјелесног здруга из Вараждина, а 2. мославачка бригада осујетиула је продор интервентне колоне из Крижеваца. 17. славонска бригада, која је вршила осигурање од Бјеловара, током борби за Копривницу није била нападана, али је одбила јачи напад током 10. новембра.
Током ових борби, комбиноване осовинске снаге имале су преко 100 мртвих и'преко 400 заробљених, а у Копривници је освојен значајан ратни плен. Након ослобођења, Копривница је постала средиште простране слободне територије.
21, славонска бригада имала је током борби у граду 20 мртвих и 54 рањена борца, док су биргаде на обезбеђењу имале 20 мртвих и око 30 рањених.

## Припрема напада
Након ослобођења Лудбрега 3. октобра, штаб 2. оперативне зоне донео је одлуку да се место брани. У том циљу три бригаде задржане су у околини Лудбрега, где су до 14. октобра сузбијале испаде снага НДХ и Немаца из околних гарнизона.
14/15. октобра, 28. славонска дивизија и бригада „Браћа Радић” добиле су задатак да делом снага поседну комуникацију Загреб — Вараждин, а другим делом изврше продор у Хрватско Загорје.
Након заузимања Златара 22/23. октобра и ликвидације већег броја мањих посада, после бројних оштрих борби на комуникацијама, последњих дана октобра 28. дивизија вратила се на Калник ради припреме напада на Копривницу.
У Копривници је тада било око 1.600 војника — Немаца, усташа, домобрана и жандарма, добро наоружаних и утврђених. Поред тога, упоришту је стајао на располагању и један оклопни воз, а цела одбрана заснивала се на чврстом држању неколико међусобно добро повезаних одбрамбених чворова.
Напад на упориште у Копривници поверен је 21. бригади 28. дивизије. На Чарду и Даницу, у близини Копривнице, напад је требало да изведе Калнички НОП одред без једног батаљона. Осигурање од Вараждина је вршила бригада „Браћа Радић”, је посела десну обалу реке Бедње код Лудбрега Друга мославачка бригада је затварала правац Крижевци — Копривница. Од Бјеловара осигурање је вршила 17. бригада. Бјеловарски НОП одред затварао је правац Подравски Нови Град — Копривница.

## Ток напада
Напад на упориште је почео по плану, 6. новембра у 24:00. Батаљони 21. бригаде успешно су држале сталан темпо напада против чврсте одбране. Умешном употребом узајамне заштите група у нападу, трећи батаљон продро је у центар града. Након избијања делова 1. и 4. батаљона, око 13 часова 7. новембра био је заузет центар града. Грчевит отпор из појединих група зграда настављен је до пада мрака, након чега су браниоци по групама покушавали да се пробију из града према околним гарнизонима.
Током ових борби 21. славонска бригада имала је 20 погинулих бораца: 2 комесара чета, један командир чете, један водник, два делегата, четири десетара и 10 обичних бораца.
На заседама задуженим за изоловање Копривнице такође је било оштре борбе. Сличо као приликом напада на Лудбрег, бригада Браћа Радић на свом сектору морала је да издржи и одбије оштре нападе делова Павелићевог тјелесног здруга — овај пут Прве усташке бојне, ојачане тенковима и подржане артиљеријом. Уз помоћ добре организације одбране на повољним положајима, нападач је поново одбијен и одвраћен. Друга мославачка бригада такође је одбила покушај интервенције на свом правцу. За разлику од њих, 17. бригада није имала борбу тог дана, али је 10. новембра на истим положајима имала жестоку борбу са јаком коминованом нападном колоном која је надирала ка селу Капели. После петочасовне борбе, 17. бригада је успела да је одбије, нанесе осетне губитке и присили на повлачење.
У борбама ове три бригаде, пало је близу 20, а рањено преко 30 бораца.

## Резултат напада
Напад на Копривницу окончан је са преко 100 убијених и 400 заробљених немачких и домобранских војника, 8 заплењених митраљеза, 18 пушкомитраљеза, 4 лака минобацача, 605 пушака, 7 аутомата, 10 пиштоља, 300.000 пушчаних метака, 954 ручне бомбе, 600 минобацачких мина, 475 kg. експлозива, 2 камиона, 2 аутомобила, 4 мотоцикла, 1.000 комплета војничке одеће…
За успех, храброст и пожртвовање у борби за Копривницу, Штаб Друге оперативне зоне је похвалио борце и руководиоце 21. бригаде:
„За јуначко држање и упорну борбу бораца и руководилаца 21. бригаде Хрватске за ослобођење града Копривнице похваљујемо све борце и руководиоце заједно са њиховим јуначким штабом бригаде, који је савјесно руководио овом борбом и заједно са својим борцима донио славу 21. бригади Хрватске, а слободу грађанима града Копривнице. Нарочито истичемо храбро држање бораца 1, 3. и 4. батаљона 21. бригаде НОВ Хрватске.”
Копривница је била центар слободне територије у горњој Подравини до 9. фебруара 1944, када су је током операције „Дубровник 2” поново запоселе осовинске снаге.